# Varronia urticifolia
Varronia urticifolia là loài thực vật có hoa trong họ Mồ hôi. Loài này được (Cham.) J.S. Mill. mô tả khoa học đầu tiên năm 2007.